# Parc Natural del Fondo
El Fondo és un parc natural del País Valencià que es localitza entre les localitats de Crevillent i Elx, en la comarca del Baix Vinalopó, molt a prop de la pedania de Sant Felip Neri.
Este parc abasta una sèrie de zones humides associades als embassaments, la més gran de les quals s'anomena el Fondo, com també els terrenys de saladar que el circumden.
El Fondo està inclòs en el conveni internacional RAMSAR de protecció de zones humides i en la directiva europea ZEPA com Zona d'especial protecció per a les aus. Compta amb 2.495 hectàrees i va ser declarat Parc Natural per la Generalitat Valenciana el 12 de desembre de 1988.

## Orografia
Este enclavament de terreny humit, de 2.387 hectàrees d'extensió, té gran interès ecològic, però tampoc resulta menyspreable el seu important valor econòmic. Amb l'aigua dels embassaments, procedent del Segura, es reguen prop de 40.000 hectàrees localitzades a la zona situada entre Sant Joan i Oriola.
Els dos embassaments de major extensió i capacitat són el de Llevant i el de Ponent, que ocupen respectivament 450 i 650 hectàrees. La capacitat de l'Embassament de Llevant és de cinc milions de metres cúbics i la de l'Embassament de Ponent, d'onze milions de metres cúbics.
El Parc Natural del Fondo, juntament amb el de les Salines de Santa Pola i el seu entorn formaven part de l'albufera d'Elx, que va ser reblida en el segle xvii a causa de les aportacions naturals i els aterraments per a obtenir noves terres de cultiu.

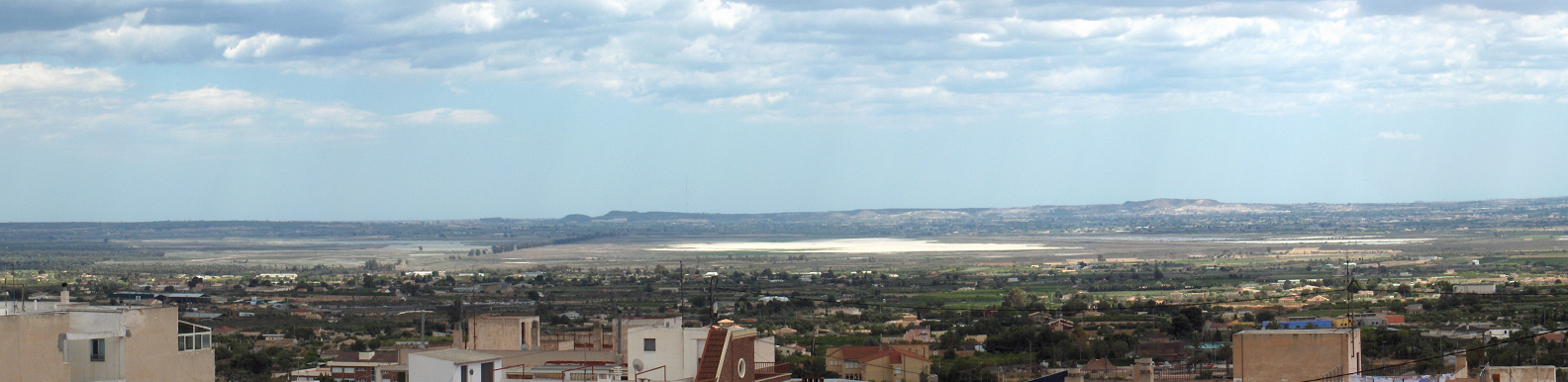
El Fondo des d'un dels edificis més elevats de Crevillent

## Clima
El parc presenta un clima mediterrani amb característiques semiàrides pròpies del sud-est de la península Ibèrica.

## Vegetació

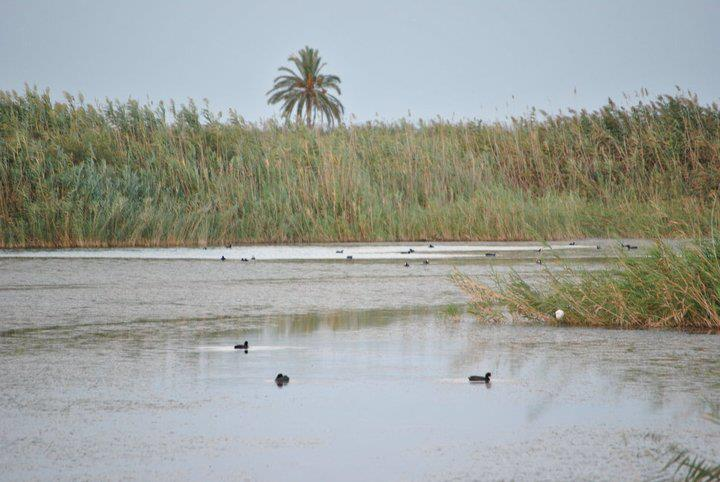
Flora i fauna en una de les llacunes.

Els terrenys que constituïxen el Fondo són bastant homogenis. Tanmateix, al Parc hi ha distints ambients en funció del grau d'embassaments de les diverses zones i de la qualitat de les seues aigües.
Els embassaments posseïxen una aigua relativament dolça i amb un alt grau d'eutròfia. Estes característiques motiven que la vegetació submergida siga escassa. La formació dominant és el senill (Phragmites communis), que envolta i colonitza les aigües poc profundes, alternant en algunes zones amb formacions de joncs (Scirpus holoschoenus).
Les basses perifèriques estan constituïdes per aigües rases amb alt grau de salinitat i, en general, de millor qualitat. En elles, les formacions de saladar, que inclouen entre altres espècies Limonium, Halocnemun, Suadea o Salicornia, constituïxen una vegetació típica en la zona de gran interès pel seu caràcter endèmic del sud-est peninsular.
Finalment, en algun dels terrenys drenats de la perifèria, encara és possible observar diferents cultius. Les palmeres i la filera d'eucaliptus que voregen el canal principal i travessen el Parc constituïxen una imatge característica de la zona.

## Fauna

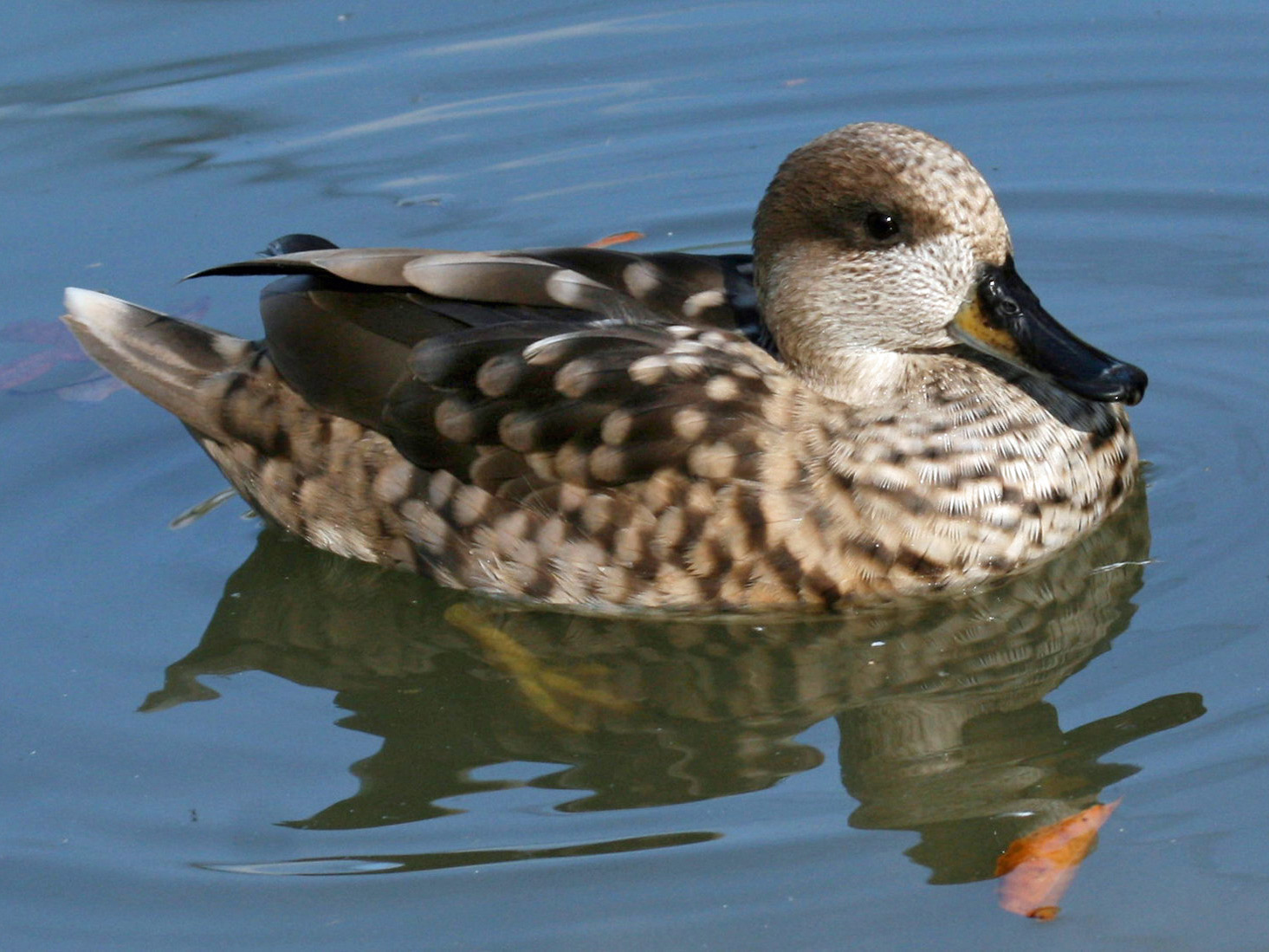
Alena o xarxet marbrenc.

L'avifauna és la major riquesa biològica del Parc. Tanmateix, també hi ha espècies de fauna íctica molt interessants, com l'anguila, la llissa cabuda i, sobretot, el fartet (Aphanius iberus), un ciprinodòntid endèmic del mediterrani espanyol. La sargantana cua-roja (Acanthodactylus erythurus) és l'espècie més abundant entre els rèptils, mentre que la gambeta d'aigua dolça (Paleomonetes zariquieyi), crustaci endèmic, també resulta nombrosa.
L'abundància i diversitat d'aus del Parc ha permés catalogar-lo com a zona humida d'importància internacional. Concretament és inclòs en el conveni RAMSAR de protecció de zones humides i en la directiva ZEPAS (zona d'especial protecció per a les aus) de la Unió Europea.
Entre les moltes espècies presents al parc, destaquen especialment, l'alena o xarxet marbrenc (Marmaronetta angustirrostris) i l'ànec capblanc (Oxyura leucocephala). La primera d'elles té al Fondo el seu principal punt de cria de tota la península, i no es troba en cap altre punt del continent. L'ànec de capblanc també presenta al parc un dels nuclis principals de població a nivell mundial.
Altres aus que destaquen durant l'època de nidificació són les colònies d'agrons, entre les quals apareixen espècies molt escasses com l'agró roig (Ardea purpurea), el martinet de nit (Nycticorax nycticorax) i especialment l'oroval (Ardeola ralloides).
Entre les anàtids nidificants sobresurten per la seua abundància el sivert (Netta rufina) i el boix (Aythia ferina). També fa niu l'ànec blanc (Tadorna tadorna), espècie difícil de trobar.
En aigües poc profundes és possible veure colònies d'aus limícoles, com l'alena (Recurvirostra avosseta), la camallonga (Himantopus himantopus) i la carregada (Glareola pranticola), que té al parc, junt amb el Prat de Cabanes-Torreblanca els dos únics punts de cria al País Valencià.
En la temporada hivernal s'arriben a les majors concentracions d'aus, destacant espècies com el cullerot (Anas clypeata), el boix o la fotja (Fulica atra) y arriben a superar els 30.000 exemplars.
Altres espècies que es poden veure al parc són: l'arpellot de marjal (Circus aeruginosus), l'àguila pescadora (Pandion haliaetus), l'àguila cridanera (Aquila clanga) i les mallerengues de bigotis (Panurus biarmicus), el teixidor (Remiz pendulimus) o la xitxarra mostatxuda (Acrocephalus melanopogon), totes elles amenaçades per la desaparició i degradació dels ecosistemes palustres.